# Kjósarsýsla
Kjósarsýsla est un comté islandais ; il recouvre la totalité du territoire de la région Höfuðborgarsvæðið. 